# اقتصاد فاشي

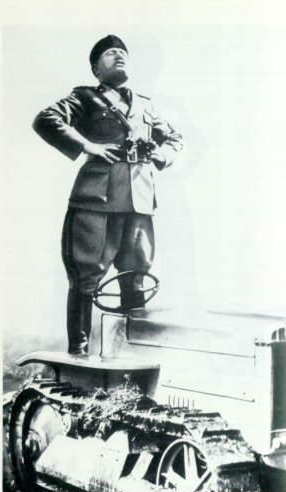

يختلف المؤرخون والأكاديميون الآخرون حول ما إذا كان يمكن القول بأن هناك نوعٌ فاشيٌ من السياسة الاقتصادية. يجادل بيكر بوجود نظامٍ اقتصاديٍ محدد في الفاشية يختلف عن ذلك الذي تدعو إليه الأيديولوجيات الأخرى، والذي يشمل الخصائص الأساسية التي تشترك فيها الدول الفاشية. يجادل باين وباكستون وستيرنهيل وآخرون بأنه في حين أن الاقتصادات الفاشية تشترك وتتشابه في بعض الأوجه، إلا أنه لا يوجد شكل مميز للتنظيم الاقتصادي الفاشي. يجادل جيرالد فيلدمان وتيموثي ماسون بأن الفاشية تتميز بعدم وجود أيديولوجية اقتصادية متماسكة وبغياب التفكير الاقتصادي الجاد. يذكرون أن القرارات التي اتخذها الزعماء الفاشيون لا يمكن تفسيرها ضمن إطار اقتصادي منطقي.

## الخصائص العامة للاقتصادات الفاشية
نشأت أولى الحركات الفاشية خلال السنوات الأخيرة من الحرب العالمية الأولى. كانت شكلًا من أشكال القومية الراديكالية التي تحمل وعدًا بالانبعاث الوطني. ألقت الفاشية باللوم على الليبرالية والاشتراكية والمادية في التدهور الذي شعروا به في المجتمع والثقافة، وأعربوا عن تقديرهم للعنف ودور القيادة وقوة الإرادة في تشكيل المجتمعات.
كان أحد أهم المعتقدات الاقتصادية الفاشية يقول إن الرخاء الاقتصادي سيكون نتيجة طبيعية لإعادة الصحوة الثقافية والروحية للأمة. غالبًا ما كان أعضاء مختلفون في الحزب الفاشي الواحد يقدمون تصريحات متناقضة تمامًا حول السياسات الاقتصادية التي يدعمونها. ما أن يصل الفاشيون إلى السلطة، حتى يتبنون أي برنامج اقتصادي يعتقدون أنه الأكثر ملاءمة لأهدافهم السياسية. أجرت الأنظمة الفاشية التي دامت طويلًا (مثل نظام بنيتو موسوليني في إيطاليا) تغييرات جذرية على سياستها الاقتصادية من وقت لآخر.
صعدت الفاشية إلى السلطة عبر الاستفادة من المناخ السياسي والاقتصادي في عشرينيات وثلاثينيات القرن العشرين، لا سيما الاستقطاب العميق لبعض المجتمعات الأوروبية (مثل مملكة إيطاليا وألمانيا فايمار)، والتي كانت ديمقراطيات برلمانية منتخبة يسيطر عليها مؤيدو الاقتصاد الحر والاشتراكية الماركسية، فكانت المعارضة الشديدة بعضهم لبعض تؤدي لصعوبة تشكيل حكومات مستقرة. استخدم الفاشيون هذا الموقف حجةً ضد الديمقراطية التي اعتبروها ضعيفة وغير فعالة. ظهرت الأنظمة الفاشية بشكل عام في أوقات الأزمات، عندما كانت النخب الاقتصادية وملاك الأراضي وأصحاب الأعمال يخافون من أن الثورة أو الانتفاضة أصبحت وشيكة. تحالف الفاشيون مع النخب الاقتصادية ووعدوا بحماية وضعهم الاجتماعي وقمع أي ثورة محتملة للطبقة العاملة. في المقابل، طُلب من النخبة إخضاع مصالحها لمشروع قومي أوسع، وبالتالي فإن السياسات الاقتصادية الفاشية تحمي الامتيازات وعدم المساواة، وتتميز في الوقت عينه بتدخل للدولة بالأسواق.
عارض الفاشيون كلًا من الاشتراكية الدولية ورأسمالية السوق الحرة متحججين بأن وجهات نظرهم، أي وجهات نظر الفاشية، تمثل الموقف الثالث. لقد ادعوا أنهم يقدمون بديلًا اقتصاديًا واقعيًا عن الرأسمالية والشيوعية. فضلوا العمل الجماعي والتعاون الطبقي معتقدين أن وجود عدم المساواة والتسلسل الهرمي الاجتماعي مفيد (خلافًا لآراء الاشتراكيين)، مؤكّدين على دور الدولة في التوسط في العلاقات بين الطبقات (على عكس آراء الرأسماليين الليبراليين).
كانت التوجيهية الاقتصادية إحدى الجوانب المهمة للاقتصاديات الفاشية، بمعنى أن تدعم الحكومة الشركات الموالية وتمارس نفوذًا توجيهيًا قويًا على الاستثمار بدل الاضطلاع بدور تنظيمي فقط. بشكل عام، كانت الاقتصادات الفاشية مبنية على الملكية الخاصة والمبادرة الخاصة، لكنها كانت مشروطة بخدمة الدولة.
شجعت الحكومات الفاشية على السعي لتحقيق الربح الخاص وعرضت العديد من الفوائد للشركات الكبيرة، لكنها طالبت في المقابل بأن يخدم كل النشاط الاقتصادي المصلحة الوطنية. جادل المؤرخ غايتانو سالفميني عام 1936 بأن الفاشية تجعل دافعي الضرائب مسؤولين عن المشاريع الخاصة لأن «الدولة تدفع ثمن أخطاء المؤسسة الخاصة ... الربح خاص وفردي، أما الخسارة فعامة واجتماعية». يقول ستانلي باين أن الحركات الفاشية دافعت عن مبدأ الملكية الخاصة لأنها اعتبرت أنها «ملازمة لحرية والعفوية الشخصية»، لكنها كانت تهدف أيضًا إلى القضاء على الاستقلالية أو في بعض الحالات وجود الرأسمالية على نطاق واسع. يصف يورغن كوتشينسكي الاقتصاد الفاشي بأنه نوع من «الرأسمالية الاحتكارية» التي تحافظ على «السمات الأساسية للإنتاج الرأسمالي»، مثل حقيقة أن الإنتاج تقوم به شركات مملوكة للقطاع الخاص توظف العمال مقابل أجر معين. يجادل كوتشينسكي بأن الفاشية «ليست سوى شكلًا معينًا من أشكال الحكم داخل المجتمع الرأسمالي»، يتميز بدور رئيسي للدولة كما كانت الحال في بعض المجتمعات الرأسمالية المبكرة في القرون السابقة.
كانت الفاشية تعمل انطلاقًا من وجهة نظر الداروينية الاجتماعية للعلاقات الإنسانية وكان هدفها تشجيع الأفراد المتفوقين والقضاء على الضعفاء. من حيث الممارسة الاقتصادية، يعني هذا تعزيز مصالح رجال الأعمال الناجحين مع تدمير النقابات العمالية وغيرها من مؤسسات الطبقة العاملة. أعلنت الحكومات الفاشية أن الحركة النقابية غير قانونية واستبدلتها بالمنظمات العمالية الخاضعة للسيطرة المباشرة للحكومة، ما كفل عدم تمكن العمال من القيام بأي خطوة اقتصادية فعالة. كانت العضوية في هذه المنظمات العمالية إلزامية، عين الحزب الحاكم قادتها بدل انتخابهم من قبل الأعضاء، وقُدمت كنوع جديد من النقابات التي ستعمل على التوفيق بين مصالح العمال ومصالح الشركات. لكن هذه المنظمات عملت في المقام الأول على خدمة مصالح أصحاب الأعمال الرئيسيين، الذين تمكنوا من الضغط على الحزب الحاكم لتعيين القادة الذين يرغبون بهم. من أجل الحفاظ على أرباح الصناعة وزيادتها، ألغت الدول الفاشية إمكانية الاحتجاج الجماعي ثم خفضت الأجور سواء كان ذلك بشكل مباشر أو غير مباشر. حظرت الإضرابات وبات السجن عقوبة أي مجموعة تتوقف عن العمل.
خصخصت الحكومات الفاشية في كل من إيطاليا وألمانيا الشركات المملوكة للدولة، وقد نُفّذت هذه العمليات في المراحل المبكرة من حياة كلا النظامين (1922-1925 لإيطاليا و 1934-1937 لألمانيا) لتأتي معاكسة لسياسات الحكومات الديمقراطية التي سبقتها. وضعت الحكومات الديمقراطية عددًا من الصناعات تحت ملكية الدولة وقرر الفاشيون إعادتها ملكيةً خاصة. هم عكسوا بهذه الخطوة الاتجاهات الاقتصادية السائدة في عصرهم الذي كانت فيه معظم الحكومات الغربية تزيد من ملكية الدولة. كانت سياسات الخصخصة الفاشية مدفوعة بالرغبة في تأمين دعم الصناعيين الأثرياء وكذلك الحاجة إلى زيادة الإيرادات الحكومية من أجل تحقيق التوازن في الموازنات. كانت الحكومات الفاشية أولى الحكومات التي قامت بالخصخصة على نطاق واسع في العصر الحديث.
في معظم الحالات، حظر الفاشيون التجارة الخارجية أو قيّدوها، ودعموا الحمائية. كانوا يعتقدون أن كثرة التجارة الدولية ستجعل الاقتصاد الوطني يعتمد على رأس المال الدولي وبالتالي سيكون عرضة للعقوبات الاقتصادية الدولية. كان الاكتفاء الذاتي الاقتصادي هدفًا رئيسيًا لمعظم الحكومات الفاشية.
علاوة على ذلك، كانت الأنظمة الفاشية عسكرية إلى حد كبير، وبالتالي فقد زاد الفاشيون من الإنفاق العسكري بشكل ملحوظ. كان التجنيد في الجيش أحد السياسات الرئيسية التي استخدمتها الحكومات الفاشية للحد من البطالة.